# Antiqua sanctorum patrum
Antiqua sanctorum patrum fu una bolla promulgata da papa Gregorio VII il 20 aprile 1079 ed indirizzata all'arcivescovo di Lione, Giubino. In essa il pontefice conferma il primato dell'arcivescovo di Lione su quattro provincie ecclesiastiche di Francia (Lione, Tours, Rouen e Sens), a patto che la sua elezione non sia simoniaca.